# 裴羽
裴羽（9世纪—951年），绛州闻喜县（今山西省闻喜县）人。 字用化，中国五代十国时期官员。晚唐司空裴贽的儿子。
唐朝宰相裴贽子。年轻时，以一品官员儿子的身份获任为河南寿安尉。后梁建立后，迁御史台主簿，改监察御史。
后唐明宗时，为吏部郎中，与右散骑常侍陆崇奉命出使闽国册封王延钧为闽王，遇飓风，飘至吴越国都城钱塘。时枢密使安重诲当权，削夺吴越国王钱镠封爵，裴羽被留在钱塘，一年多不得归，后安重诲被诛杀，裴羽才于长兴元年（930年）十月得归。当时陆崇已病亡，裴羽请求载其尸体而还，钱镠初不许，裴羽以言语感动钱镠，钱镠恻然同意，并附表引咎请求重新归顺后唐，其子钱传瓘及将佐也屡次为钱镠上表自诉。明宗得表大喜，吴越国和后唐因而恢复关系，明宗下敕听钱镠治下两浙纲使自便。裴羽护送陆崇丧车回京，将陆崇的珠宝财物还给其家人，当时士人很赞扬他的义气。
后晋初年，累迁礼部侍郎、太常卿。天福五年（940年）正月，时任太常少卿裴羽奏请追谥后唐庄宗皇后刘氏为神闵敬皇后，明宗皇后曹氏为和武显皇后，闵帝皇后鲁国夫人孔氏为闵哀皇后。获准。开运三年（946年）八月，以左谏议大夫改任给事中。
后周广顺初年，为左散骑常侍，卒。元年（951年）三月，赠户部尚书，一作工部尚书。